# McIntosh (poma)

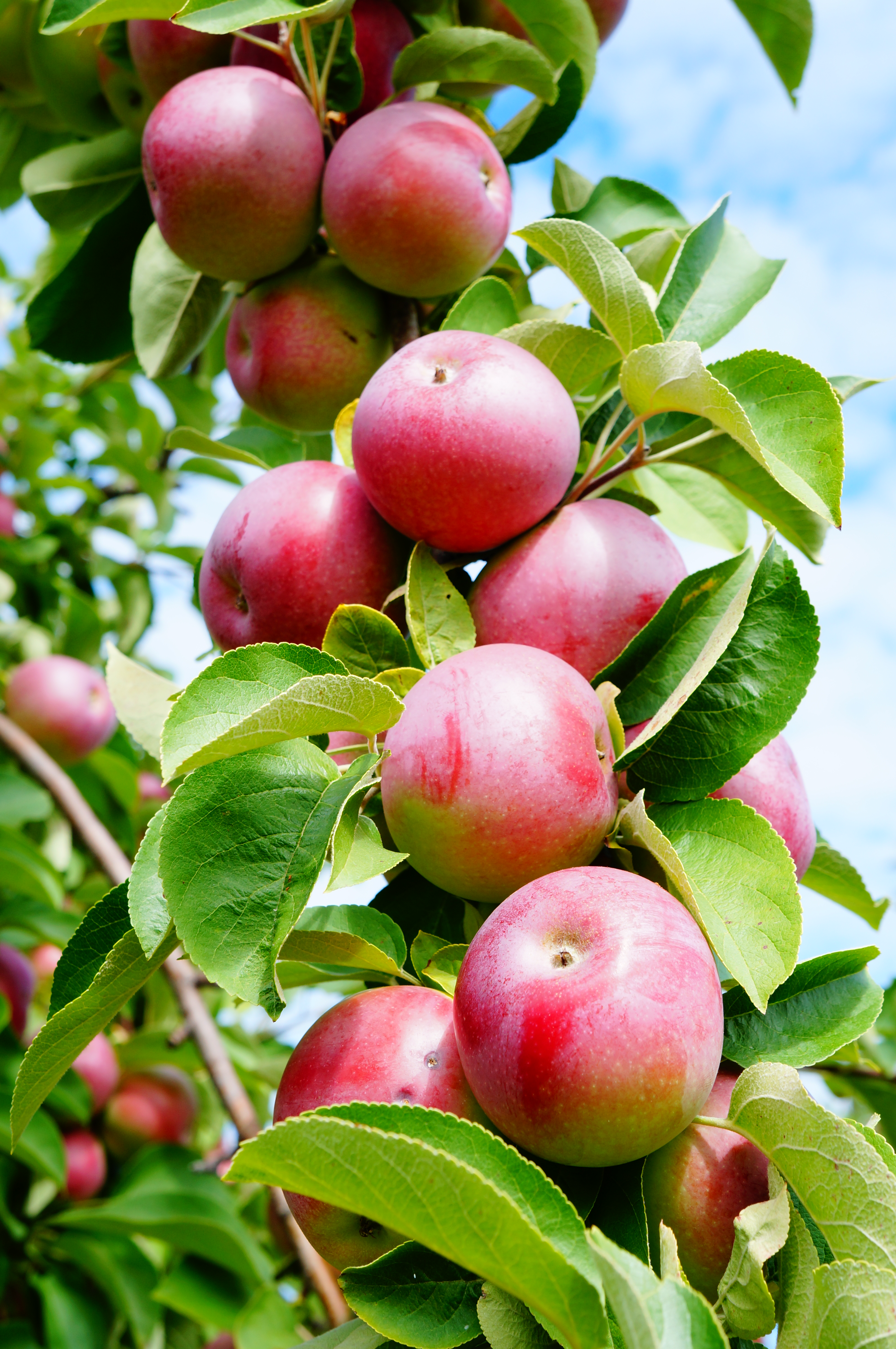
Pomes McIntosh a l'arbre

El McIntosh o McIntosh Red és una cultivar de poma de color vermell. En climes temperats de l'hemisferi nord, es cull a partir de setembre. És popular als Estats Units, Canadà i Europa oriental. Segons la federació professional US Apple Association és una de les quinze cultivars més populars dels Estats Units.
Va ser descobert per John McIntosh (1777-1845) o el seu fill, a un bosquet a la seva granja, com una plàntula espontània d'una poma de la varietat Snow Apple. Durant el segle xix McIntosh va començar a empeltar i comercialitzar aquesta nova varietat a la qual va donar el seu nom, però només va esdevenir popular des de la primera dècada del segle xx. El 1909 es va erigir una placa commemorativa al lloc on la primera plàntula va ser descoberta per celebrar el centenari, tot i que aquest aniversari no és històric. El 1912 també es va construir un monument a la granja de McIntosh pagat per subscripció popular. Des de 1984 el nom va inspirar la marca d'ordinadors Macintosh.